# 3901 Nanjingdaxue
3901 Nanjingdaxue је астероид главног астероидног појаса. Приближан пречник астероида је 20,53 ,
а средња удаљеност астероида од Сунца износи 2,625 астрономских јединица (АЈ).
Инклинација (нагиб) орбите у односу на раван еклиптике је 12,823 степени, а орбитални период износи 1554,128 дана (4,254 године). Ексцентрицитет орбите астероида износи 0,276.
Апсолутна магнитуда астероида износи 12,50 а геометријски албедо 0,041.
Астероид је откривен 7. априла 1958. године.